# Alexander Bain (inventor)
Alexander Bain (Watten, 12 de octubre de 1810 - Kirkintilloch, 2 de enero de 1877) fue un inventor e ingeniero escocés, nacido en Houstry, condado de Caithness. Fue el primero en inventar y patentar un reloj eléctrico. Inventó una máquina de fax en 1843, con un papel químico sensible parecido al que se hizo popular 100 años más tarde. Instaló las líneas de telégrafo ferroviario entre Edimburgo y Glasgow.

## Biografía
Después de trabajar para un relojero en Wick (Escocia), llegó a Londres en 1837 y trabajó como relojero En 1840, creó el primer reloj eléctrico.
Bain tuvo la idea de utilizar agua para cerrar el circuito eléctrico del telégrafo. Luego, en 1841, unió fuerzas con Wright para perfeccionar el sistema de control del movimiento de los trenes ferroviarios. En 1846 presentó una patente para un telégrafo electroquímico para el que desarrolló un alfabeto compuesto de guiones y puntos similar al sistema Morse. Fue utilizando ese proceso que Thomas Edison llevó a cabo un experimento para transmitir 1057 mots en 57 segundos También ideó un sistema de alarma contra incendios. 
Sus patentes fueron utilizadas en los primeros tiempos de la telegrafía, particularmente para competir con las de Samuel Morse, por ejemplo en Estados Unidos por la New England Telegraph Company, de Henry O'Rielly.
Pasó los últimos años de su vida, paralizado, en el manicomio de incurables de Bromhill, cerca de Glasgow, donde murió.

## Máquina de facsímil

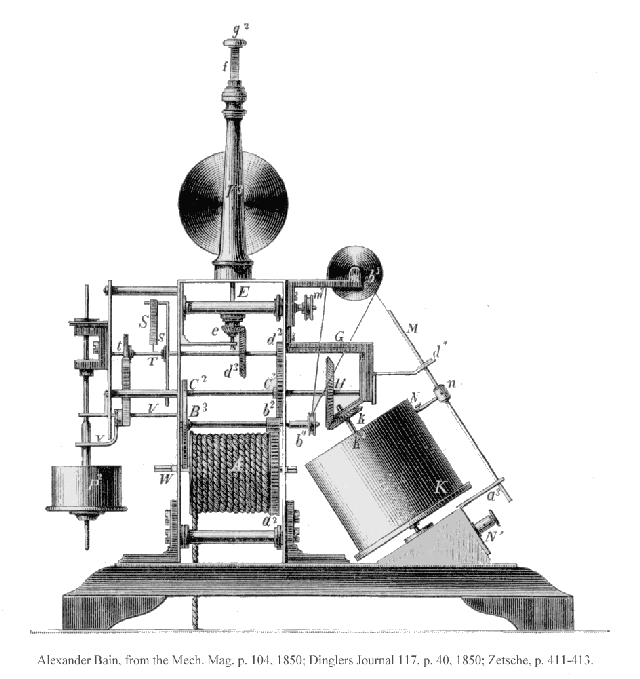

Bain trabajó en una máquina de fax de 1843 a 1846. Utilizó un reloj para sincronizar el movimiento de dos péndulos para la exploración línea por línea de un mensaje. Para la transmisión, Bain aplicaba agujas metálicas dispuestas sobre un cilindro hecho de material aislante. Una sonda eléctrica que transmitía impulsos de encendido/apagado escaneando las agujas a través del papel. El mensaje se reproducía en la estación receptora sobre papel sensible electroquímico impregnado con una solución química similar a la desarrollada para su telégrafo químico. En su descripción de patente fechada el 27 de mayo de 1843 por "mejoras en la producción y regulación de corrientes eléctricas y mejoras en relojes, y en impresión eléctrica y telégrafos de señal", afirmó que "una copia de cualquier superficie compuesta de materiales conductores y no conductores puede reproducirse por estos medios".  El emisor y el receptor estaban conectados por cinco cables. En 1850 solicitó una versión mejorada, pero fue demasiado tarde, ya que Frederick Bakewell había obtenido una patente para su "telégrafo de imagen" dos años antes, en 1848.
Los mecanismos de laboratorio de Bain y Bakewell reproducían imágenes de poca calidad y no eran sistemas viables porque el emisor y receptor nunca estaban realmente sincronizados. En 1861, el físico italiano Giovanni Caselli inventó la primera máquina de telefax electromecánica explotada comercialmente, el pantelegraph. Introdujo el primer servicio de telefax comercial entre París y Lyon al menos 11 años antes de la invención de los teléfonos operativos.

## Telégrafo químico
El 12 de diciembre de 1846, Bain, que entonces vivía en Edimburgo, patentó un telégrafo químico. Se había dado cuenta de que tanto el telégrafo de Morse como los otros telégrafos utilizados entonces, eran relativamente lentos debido a la inercia mecánica de sus partes móviles, e ideó un sistema. Haciendo pasar la corriente de la señal activadora del electroimán de Morse, directamente sobre la cinta en movimiento "tratada previamente", la reacción forzada por el paso de la corriente dejaba una marca azul legible sobre la cinta. El tratamiento del papel consistía en empapar la cinta con una mezcla de nitrato de amonio y ferrocianuro de potasio.
La velocidad a la que se podían hacer las marcas sobre el papel era tan alta que la señalización manual no podía seguir el ritmo, por lo que Bain ideó un método de emisión automática controlado con una cinta de papel perforada. El concepto fue utilizado más tarde por Wheatstone en su telégrafo automático. El telégrafo químico de Bain se probó entre París y Lille, y alcanzó una velocidad de 282 palabras en 52 segundos, un gran avance sobre el telégrafo de Morse que sólo podía alcanzar unas 40 palabras por minuto.
En Inglaterra, el telégrafo de Bain se utilizó en los centros de la Electric Telegraph Company de una forma limitada, y en 1850 fue utilizado en América por Henry O'Reilly. Sin embargo, incurrió en la hostilidad de Samuel Morse, que obtuvo una orden cautelar contra él con alegando que la cinta de papel y el alfabeto utilizados estaban protegidos por su patente. En consecuencia, en 1859 el telégrafo de Bain quedó en uso sólo en una línea y nunca entró en uso general.

## Legado

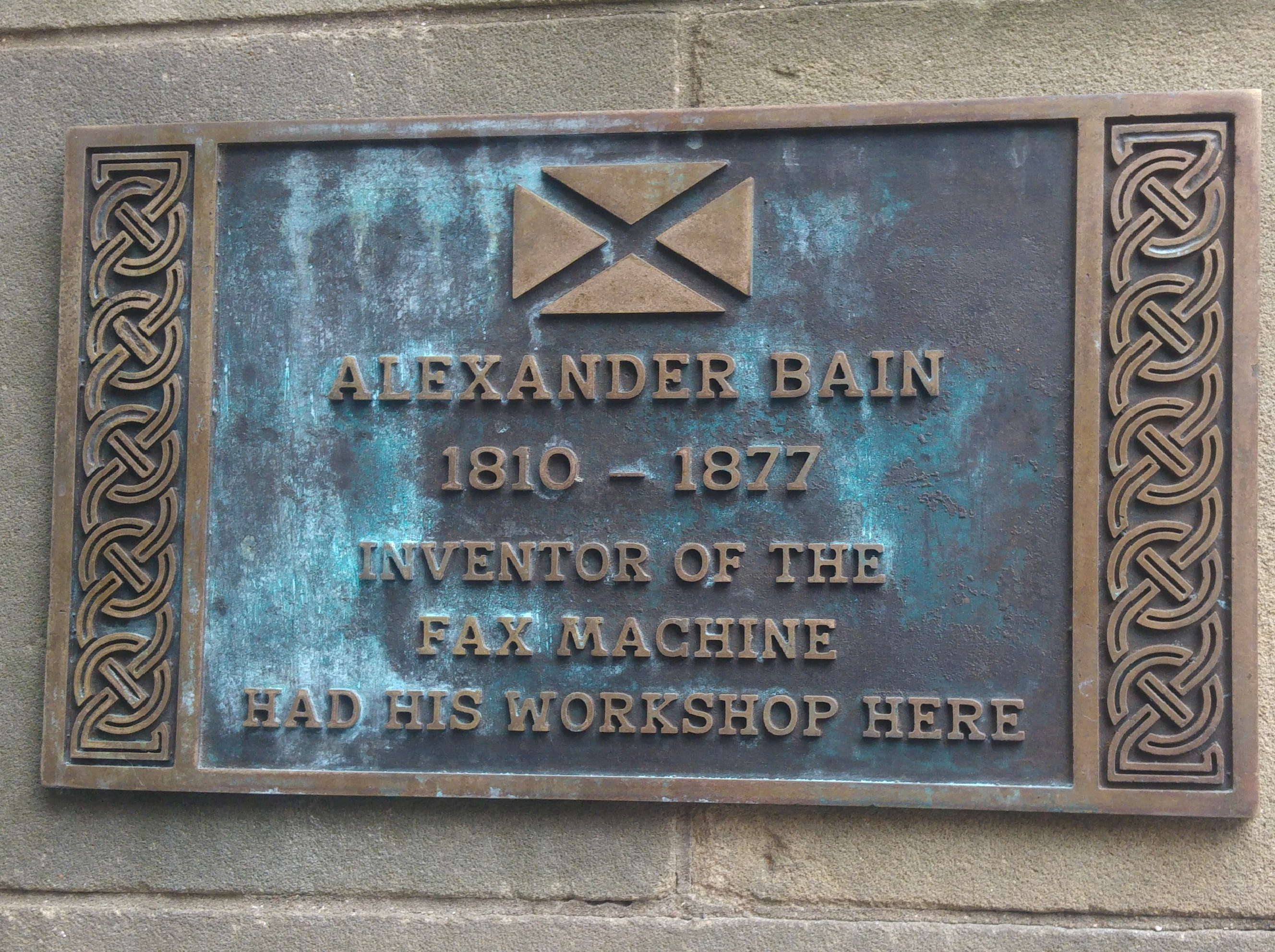
Una placa conmemorativa en Bain en su antiguo taller en la calle Hanover de Edimburgo.

En 2016, fue galardonado póstumamente con el Technology & Engineering Emmy Award "por su trabajo pionero en la transmisión de imágenes". La estatuilla está expuesta en el Ayuntamiento de Kirkintilloch.